# Occhi nel buio (romanzo B. Vine)
Occhi nel buio è un romanzo della scrittrice britannica Ruth Rendell, il primo ad essere pubblicato con lo pseudonimo Barbara Vine, che l'autrice utilizza per caratterizzare una serie di romanzi gialli psicologici.
Il libro ha vinto nel 1987 l'Edgar Award per il miglior romanzo.

## Trama
La vicenda, narrata in prima persona da Faith Severn, prende le mosse dall'esecuzione per impiccagione della zia della narratrice, Vera Longley Hillyard, accusata di un terribile omicidio commesso nell'immediato dopoguerra, una vicenda che ha fatto scalpore ed ha lasciato un segno profondo nell'opinione pubblica inglese. 
A distanza di molti anni da quegli eventi, Faith accetta la richiesta di uno scrittore che intende pubblicare una ricostruzione accurata della biografia dell'assassina e che - per questa ragione - si rivolge a lei allo scopo di ottenere un accurato riesame degli eventi e del contesto familiare in cui il crimine è germogliato. 
La giovane donna ha così modo di ripercorrere tutta la storia della sua numerosa famiglia, i Longley, e in particolare di analizzare lo sviluppo ed il progressivo deteriorarsi dei rapporti tra le sorelle di suo padre, Vera ed Eden, in gioventù molto unite tra loro e poi, con il passare degli anni, allontanate dal progressivo ma inesorabile inasprirsi delle loro ragioni di antagonismo. 
La nascita del secondo amatissimo figlio di Vera Hillyard, Jamie (sulla cui paternità l'intera famiglia nutre fondati sospetti), scatena immediata l'invidia e la rivalità della più giovane ed affascinante Eden, che nel frattempo ha subìto un aborto spontaneo ed ha perso ogni speranza di poter avere dei figli propri. 
Il nome dell'assassina è noto quindi fin dalle prime pagine de libro, mentre solo al termine del romanzo, in un crescendo di tensione e di commozione, si viene a scoprire quale sia l'identità della vittima e quali le circostanze del gesto criminoso che ha condotto Vera Hillyard sul patibolo. 
Lungo il percorso della memoria, la narratrice rivive con occhi nuovi e smaliziati tanti altri eventi oscuri della storia dei suoi congiunti (è proprio questo lo “sguardo abituato al buio” a cui fa riferimento il titolo originale del romanzo), svelando in questo modo - anche a sé stessa - i retroscena dell'epopea di una famiglia profondamente lacerata da conflitti interni, pronta a nascondere dietro un'ipocrisia snob i suoi troppi segreti e le sue incomprensioni.

## Personaggi
Il romanzo conta un numero eccezionale di personaggi, oltre sessanta, di cui almeno una quarantina sono personaggi di maggior rilievo, introdotti quasi tutti nelle prime pagine del libro. 
Di seguito, un elenco dei personaggi più significativi:
- Faith Longley Severn, la narratrice, sposa prima il cugino Andrew Chatteriss e, in seguito, l'avvocato Louis Severn;
- Arthur William Longley, è padre di Helen, avuta dalla prima moglie Maud Richardson, nonché dei gemelli John e Vera e di Eden, avuti dalla seconda moglie Ivy Naughton;
- Helen Longley sposa il generale Victor Chatteriss ed è la madre di Andrew e Patricia; il primo sposa in prime nozze Faith, la narratrice;
- John Longley, figlio di Arthur William e gemello di Vera, sposa Vranni Breuer ed è il padre di Faith;
- Vera Longley, sposa Gerald Loder Hillyard, ed è madre di Francis Loder, che in seguito cambierà il nome in Frank Loder Hills, e di “Jamie”, che in seguito assumerà il cognome Richardson, poi italianizzato in Ricardo;
- Edith “Eden” Longley, è l'ultima figlia di Arthur William, e sposa Tony Permain, un facoltoso commerciante di Londra;
- Anne Cambus, un'amica di giovinezza di Faith;
- Chad Hamner, giornalista e amico della famiglia Longley, è abituale frequentatore della casa di Vera e dei Longley;
- Charles Durham, proprietario della tenuta di Kirby Theiston, dove all'inizio del secolo è avvenuto il terribile omicidio della sua figlia più piccola, "Sunny";
- Daniel Stewart, giornalista e saggista, si propone di scrivere un libro sulla vita di Vera Longley Hillyard e sul suo famigerato delitto;
- Josie Severn Cambus, vedova con due figli (dei quali uno è Luis Severn, futuro secondo marito di Faith), è l'unica amica intima di Vera, testimone a suo favore durante il processo;
- June Poole Stoddard, bambinaia, con la sig.ra King, si occupa di Jamie durante il suo soggiorno a Goodney Hall;
- Kathleen March, una bimbetta scomparsa a soli due anni, un altro mistero irrisolto della contea di Sindon;
- May Durham, sorella e principale sospettata dell'omicidio della piccola Sunny Durham.

## Edizioni in italiano
- Barbara Vine, Occhi nel buio, traduzione di B. Armando, Longanesi, 1990, ISBN 978-88-304-0928-6.
- Barbara Vine, Occhi nel buio, traduzione di B. Armando, TEA, 1997, ISBN 978-88-7819-512-7.